# Pókaszepetk
Pókaszepetk [ˈpoːkɒsɛpɛtk] ist eine ungarische Gemeinde im Kreis Zalaegerszeg im Komitat Zala.

## Geografische Lage
Pókaszepetk liegt 15 Kilometer nordöstlich der Stadt Zalaegerszeg, am linken Ufer des Flusses Zala. Nachbargemeinden sind Zalaistvánd, Kemendollár und Pakod.

## Geschichte
Pókaszepetk entstand 1943 aus dem Zusammenschluss der beiden Ortschaften Pókafalva (1453 als Pokafalua erstmals erwähnt) und Zepetk (1262 als Zepetkh erstmals erwähnt).

## Sehenswürdigkeiten
- Glockenturm (Harangláb)
- Nepomuki-Szent-János-Statue, erschaffen Anfang des 19. Jahrhunderts
- Römisch-katholische Kirche Szent Péter És Pál, erbaut 1788, Barock
  - Die Kirche ist ein Baudenkmal mit Fresken und bogenförmigen Kirchenbänken im Hauptschiff der Kirche vom Anfang des 20. Jahrhunderts. Die Kirche hat ein neu errichtetes Glockengehäuse.
- Szent-Flórian-Statue, erschaffen von Attila Kovács
- Szentháromság-Säule, erschaffen 1890

Im Ort gibt es einen Bogenschützenclub mit dem Ziel, die alte Tradition zu erhalten. Dessen bedeutendste Möglichkeit zur Präsentation ist der jährlich im August stattfindende „Reitertag“. Das Gebiet ist bekannt für seine Äpfel, Pókaszepetk liegt an der Apfelstraße Zala.

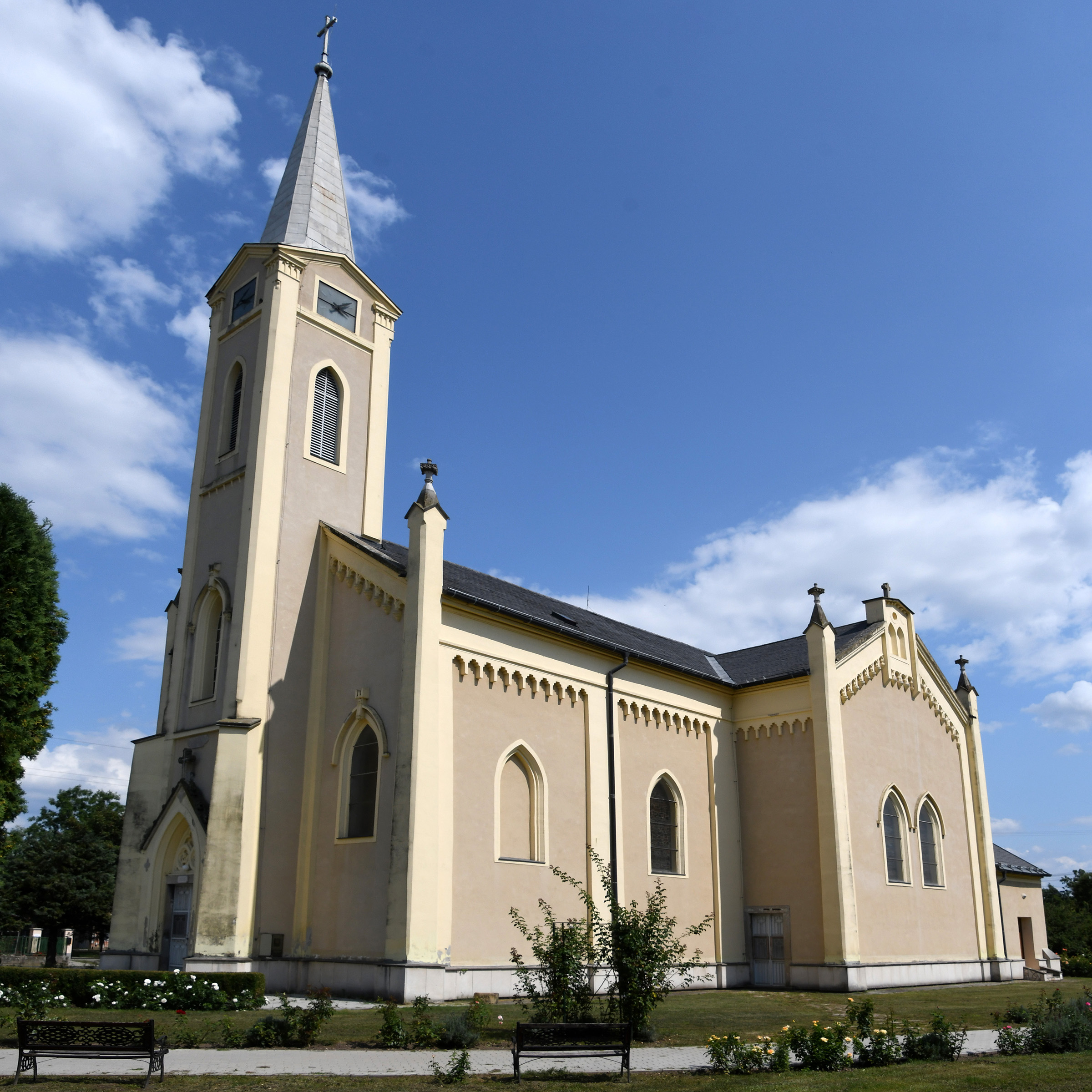
Römisch-katholische Kirche Szent Péter És Pál
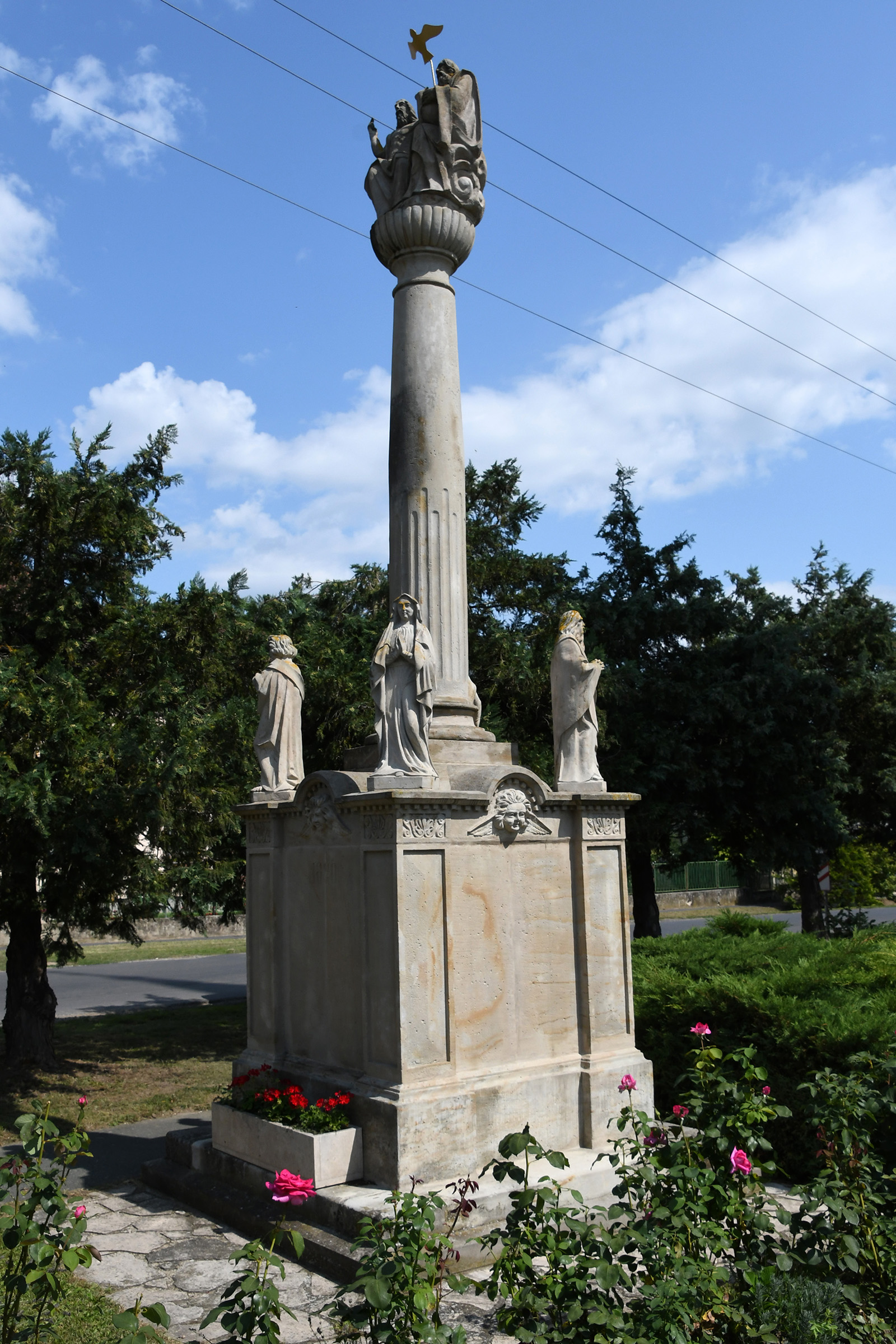
Szentháromság-Säule
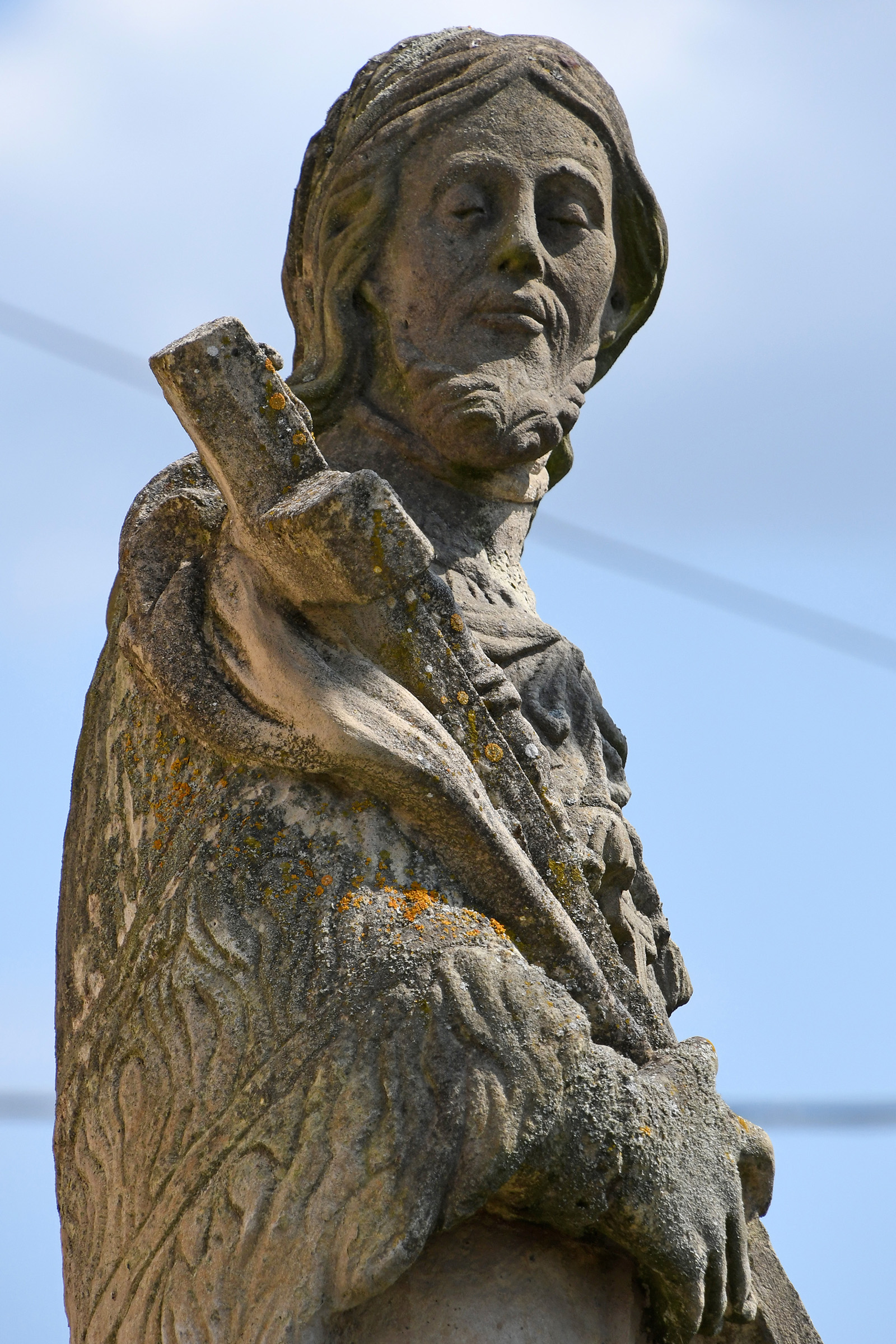
Nepomuki-Szent-János-Statue

## Verkehr
In Pókaszepetk treffen die Landstraßen Nr. 7328, Nr. 7362 und Nr. 7385 aufeinander. Es bestehen Eisenbahnverbindungen in Richtung Zalaegerszeg und Celldömölk. 